# 1908년 하계 올림픽 모터보트
1908년 하계 올림픽 모터보트는 영국 사우샘프턴에서 개최된 1908년 하계 올림픽의 경기 종목이다. 1908년 8월 28일부터 29일까지 경기가 진행되고, 2개국에서 선수 17명이 참가하였다.

## 경기장
| 도시       | 경기장          | 원어명            | 비고 |
| ---------- | --------------- | ----------------- | ---- |
| 사우샘프턴 | 사우샘프턴 워터 | Southampton Water |      |

## 참가국
모터보트 종목은 2개국에서 선수 17명이 참가하였다.
| - 영국 (13명) | - 프랑스 (4명) |

## 메달리스트
| 종목            | 금                                                                       | 은   | 동   |
| --------------- | ------------------------------------------------------------------------ | ---- | ---- |
| A 클래스 자세히 | 프랑스 (FRA) · 에밀 튀브롱                                               | 없음 | 없음 |
| B 클래스 자세히 | 영국 (GBR) · 버너드 레드우드 · 이삭 토머스 토니크로프트 · 존 필드 리차즈 | 없음 | 없음 |
| C 클래스 자세히 | 영국 (GBR) · 버너드 레드우드 · 이삭 토머스 토니크로프트 · 존 필드 리차즈 | 없음 | 없음 |

## 메달 집계
| 순위 | 국가   | 금메달 | 은메달 | 동메달 | 합계 |
| ---- | ------ | ------ | ------ | ------ | ---- |
| 1    | 영국   | 2      | 0      | 0      | 2    |
| 2    | 프랑스 | 1      | 0      | 0      | 1    |
| 합계 | 합계   | 3      | 0      | 0      | 3    |

## 참고 자료
- 국제 올림픽 위원회 - 1908년 하계 올림픽 모터보트 경기 결과 (영어)
- (영어) “Motorboating at the 1908 London Summer Games”. sports-reference.com. 2016년 7월 21일에 원본 문서에서 보존된 문서. 2011년 7월 6일에 확인함.
- (영어) De Wael, Herman. “Herman's Full Olympians: "Motorboating 1908".”. 2016년 3월 3일에 원본 문서에서 보존된 문서. 2018년 12월 12일에 확인함.
- Cook, Theodore Andrea (1908). 《The Fourth Olympiad, Being the Official Report》. London: British Olympic Association.

| 올림픽 모터보트 |                                       |  |
| 이전 대회       | 1908년 하계 올림픽 모터보트 런던 1908 |  |
| 파리 1900       | 1908년 하계 올림픽 모터보트 런던 1908 |  |